# Hemicoelus carinatus
Hemicoelus carinatus is een keversoort uit de familie van de klopkevers (Anobiidae). De wetenschappelijke naam van de soort werd in 1823 als Anobium carinatum gepubliceerd door Thomas Say. De typelocatie is langs de Mississippi, boven de monding van de Ohiorivier.